# City of Caterpillar
City of Caterpillar – amerykański zespół, założony w Richmond w 2000. Muzyka zespołu łączy elementy emo, screamo oraz post hardcore/rocka. Obecnie wiele zespołów czerpie inspiracje ze stworzonych przez grupę schematów, na przykład „A Day in Black and White”, „Welcome the Plague Year”, czy „Circle Takes the Square”.
Muzyka zespołu w ciągu kilku sekund zmienia się od szybkiej technicznej do łagodnej i opanowanej, często ukazując zdolności perkusisty. City of Caterpillar koncentruje się szczególnie na dynamice, używając standardowych emo formuł (jednak znacznie rozszerzonych), zapoczątkowanych przez m.in. „Indian Summer”, a także podniosłych, melancholijnych melodii, jak „Portraits of Past” czy „Maximillian Colby”. Podobnie jak w wymienionych zespołach, często wszyscy członkowie grupy grają crescendo aż do osiągnięcia punktu kulminacyjnego, zważywszy że dynamika „Indian Summer” często biegła równolegle z szeptem/krzykiem wokalu. W podobny sposób zaczęło grać wiele zespołów emo.
Brzmienie grupy przedstawia styl, który był inspirowany dokonaniami zespołów jak Godspeed You! Black Emperor oraz Mogwai w większym stopniu niż starszych grup emo, a także ukazywał dwie natury. Długie i wolne piękne partie instrumentalne przeradzały się w chaotyczny krzyk i emocjonujący śpiew. Ich zaprzyjaźniony japoński zespół Envy także używa podobnych schematów, planowano nawet odbyć wspólną trasę koncertową po USA, jednak Envy przyjechało do Stanów dopiero w styczniu 2005.
Zespół natomiast rozpadł się w grudniu 2003 w wyniku osobistych nieporozumień oraz konfliktów podczas komponowania.

## Członkowie
- Jeff Kane - gitara
- Brandon Evans - wokal, gitara
- Kevin Longendyke - wokal, gitara basowa
- Pat Broderick - perkusja (drugi perkusista)
- Ryan Parrish - perkusja (pierwszy perkusista, na wszystkich nagraniach)
- Johnny Ward - perkusja (tylko na koncertach)
- Adam Juresko - gitara basowa (na połowie Demo and Live)

City of Caterpillar dzieliło członków z takimi zespołami jak pg. 99, Darkest Hour, Stop it!!, Enemy Soil, Kilara, później także Majority Rule. Po rozpadzie Jeff i Kevin założyli Malady oraz Verse En Coma, natomiast Brandon i Pat założyli Ghastly City Sleep.

## Dyskografia
- Split 7” z System 2600 (2000) (Sea of Dead Pirates)
- A Split Personality Split 7” z pg. 99 (2001) (Level Plane Records)
- Tour 7” (2001) (Level Plane Records)
- City of Caterpillar (2002) LP/CD (Level Plane Records)
- Demo and Live (2002) LP/CD - kompilacja nagrań demo i na żywo (Level Plane Records)